# Малий Окич
Малий Окич (словен. Mali Okič) — поселення в общині Циркулане, Подравський регіон‎, Словенія.